# Masaccio
Tommaso di ser Giovanni di Mone Cassai (San Giovanni in Altura, hoy San Giovanni Valdarno, Arezzo; 21 de diciembre de 1401 - Roma; otoño de 1428), más conocido como Masaccio, fue un pintor cuatrocentista italiano. A pesar de la brevedad de su vida, su obra tuvo una importancia decisiva en la historia de la pintura. Generalmente se considera que fue el primero en aplicar a la pintura las leyes de la perspectiva científica, desarrolladas por Brunelleschi.

## Biografía

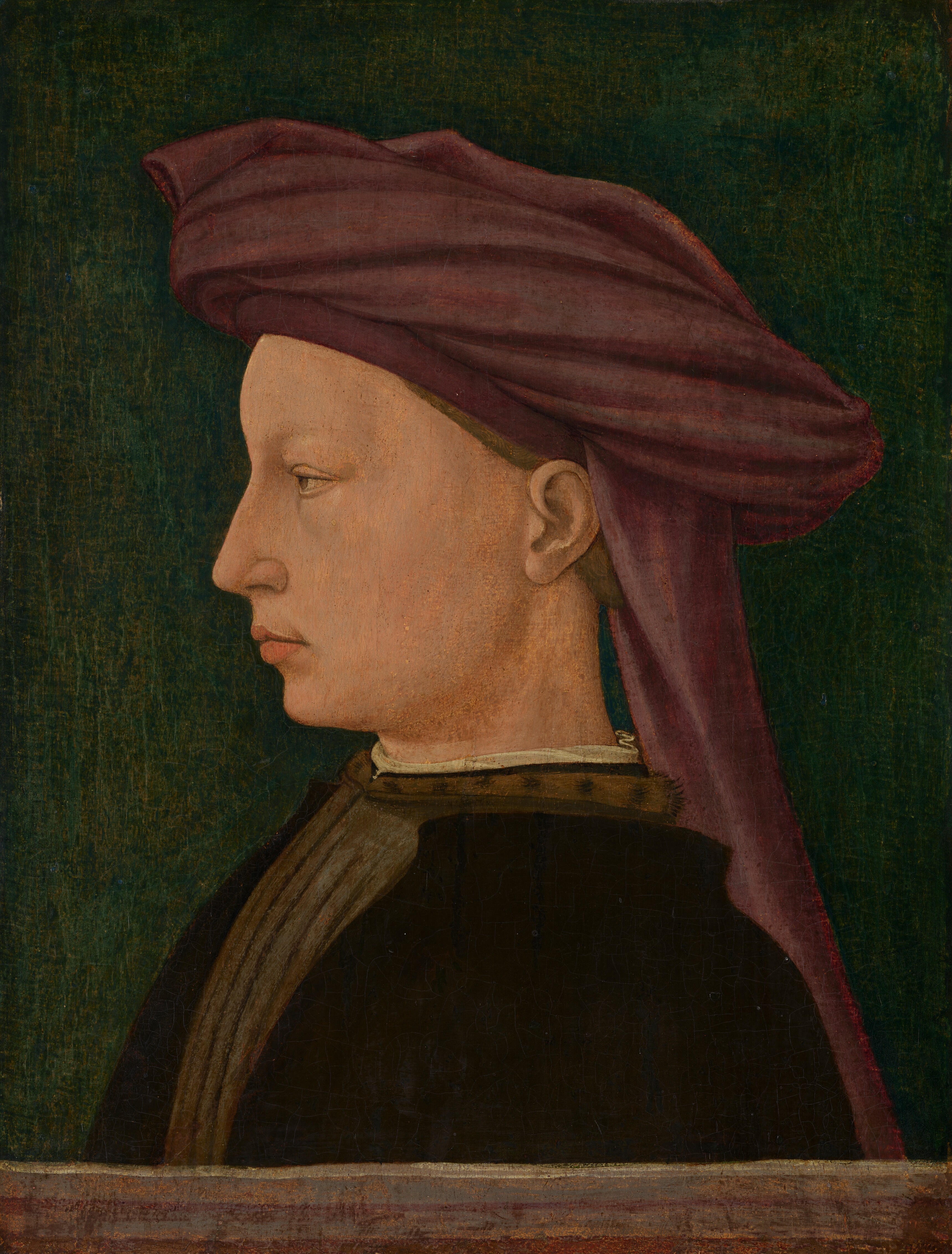
Retrato de un joven de perfil, c. 1425.

Nació en Castel San Giovanni, hoy San Giovanni Valdarno, el 21 de diciembre de 1401, hijo del notario Giovanni di Mone Cassai y de su esposa Jacopa di Martinozzo. El apellido Cassai procede del nombre de la actividad a que se dedicaba la familia paterna de Masaccio: eran ebanistas (en italiano, cassai). En 1406, coincidiendo con el nacimiento del segundo hijo del matrimonio, Giovanni —que recibiría luego el sobrenombre de «el Scheggia»—, muere el padre. La madre volvió a contraer matrimonio con el mercader de especias Tedesco di Mastro Feo, también viudo, y con dos hijas, que murió el 7 de agosto de 1428.
Masaccio se trasladó a Florencia entre 1417 y 1421, tal vez a causa de la muerte de su padrastro. Existen documentos que demuestran que la madre de Masaccio alquiló una casa en esta ciudad, en el barrio de San Niccolò Oltrarno, seguramente como vivienda para su hijo, ya que ella continuó viviendo en casa de su difunto marido. Es posible que el joven artista comenzara su andadura florentina en el taller de Bicci di Lorenzo o en el de algún otro. El 7 de enero de 1422 se inscribió en el Arte (gremio) de médicos y especieros, lo cual indica que ejercía ya como pintor autónomo en la ciudad de Florencia.
Su primera obra segura es el tríptico para San Juvenal de Casia, que lleva la fecha, en la tabla central, de 23 de abril de 1422: ANNO DOMINI MCCCCXXII A DI VENTITRE D’AP[RILE]. Es posible, según da a entender Vasari, que en 1423 Masaccio realizase un viaje a Roma, con motivo del jubileo. En 1424 se inscribió en la Compañía de San Lucas de Florencia. Posiblemente este año o en 1425 comenzó a colaborar con Masolino en los frescos de la capilla Brancacci de la iglesia de Santa María del Carmine de dicha ciudad. En febrero de 1426 empezó el Políptico de Pisa, trabajo que le ocuparía durante casi todo el año.
En 1428 se trasladó a Roma, invitado por el cardenal Brando da Castiglione para decorar la capilla de San Clemente en la iglesia homónima. En Roma trabajó en el Políptico de Santa María Mayor, del cual se conservan los «Santos Jerónimo y Juan Bautista» (actualmente en la National Gallery de Londres). Murió en Roma en otoño de 1428, cuando contaba solo veintisiete años de edad. Algunas fuentes antiguas mencionan el rumor de que fue envenenado. 

Pinsi, e la mia pittura al ver fu pari;
l'atteggiai, l'avvivai, le diedi il moto,
le diedi affetto; insegni il Buonarroto
a tutti gli altri, e da me solo impari.
Epigrama de Annibal Caro

## Obra

### Tríptico de San Juvenal

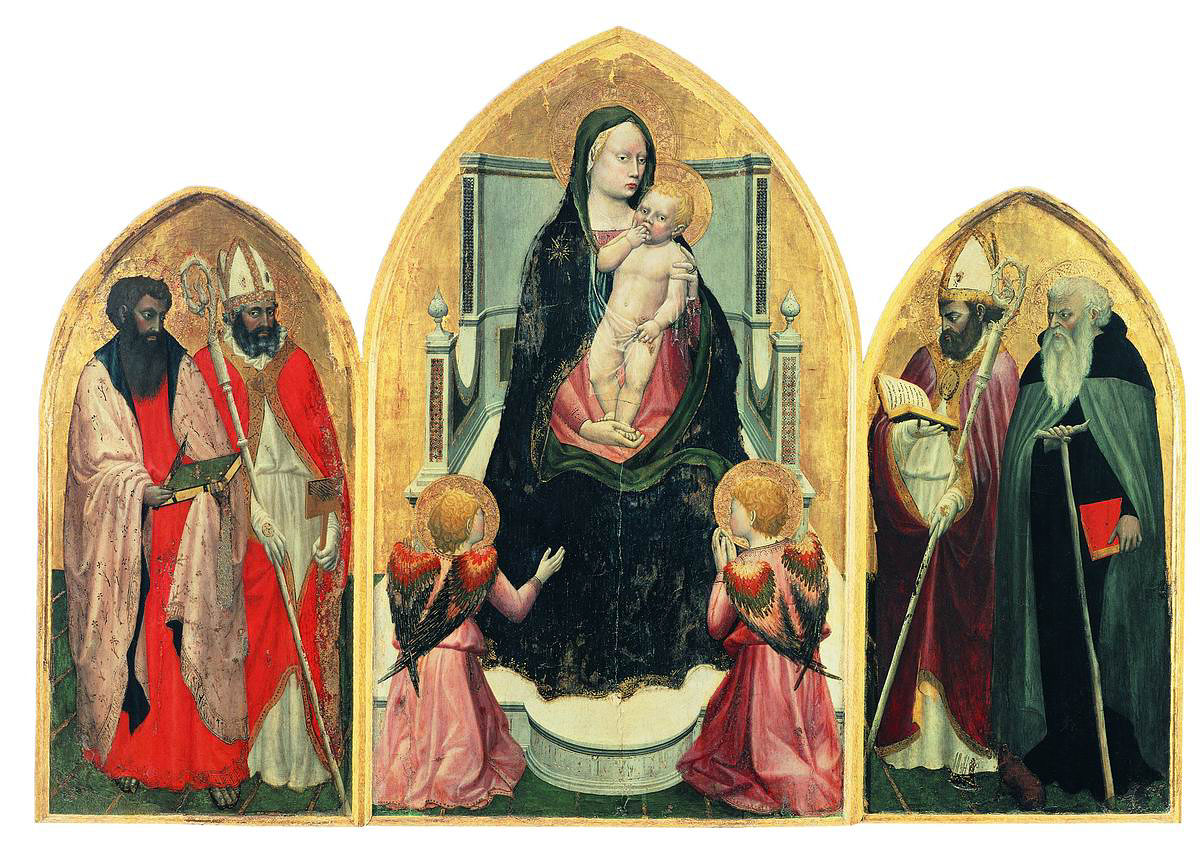
Tríptico de San Juvenal.

El Tríptico de San Juvenal era una obra desconocida de Masaccio, no mencionada por su biógrafo Giorgio Vasari, que fue redescubierta en 1961. La pintura se compone de tres tablas: la central representa a la Virgen con el Niño, flanqueados por dos ángeles; en los paneles laterales aparecen parejas de santos: San Bartolomé y San Blas en el de la izquierda, y San Juvenal y San Antonio Abad en el de la derecha. En la tabla central figura la inscripción que ha permitido datar la obra: ANNO DOMINI MCCCCXXII A DI VENTITRE D’AP[RILE]. La composición está construida de acuerdo con las leyes de la perspectiva: las líneas de fuga del pavimento de los tres paneles convergen en un punto de fuga central, representado por la mano derecha de la Virgen, que sostiene los pies del Niño.

### Capilla Brancacci
En 1424, Masaccio y Masolino comenzaron la decoración de la Capilla Brancacci, en el transepto de la iglesia de Santa María del Carmine. La capilla había sido construida de acuerdo con las disposiciones testamentarias de Pietro Brancacci, pero fue Felice Brancacci, próspero mercader en sedas que había desempeñados varios cargos políticos importantes en Florencia, quien encomendó la decoración de la capilla a Masaccio y Masolino. Los dos pintores trabajaron de forma perfectamente coordinada: ambos trabajaron en las dos paredes de la capilla, y dieron una gran unidad a la composición, gracias al empleo de una misma gama cromática, y de un único punto de vista (el de un espectador situado en el centro de la capilla). Cuando Masolino marchó a Hungría, en septiembre de 1425, Masaccio continuó trabajando en solitario. Más adelante, tras la partida a Roma y posterior muerte de Masaccio, el trabajo quedó interrumpido. En 1436 Felice Brancacci fue desterrado de Florencia al subir al poder la familia Médici. La decoración de la capilla solo fue terminada en 1481 por Filippino Lippi. Entre 1746 y 1748 se realizaron importantes transformaciones en la capilla, y en 1781 sufrió importantes deterioros a causa de un incendio que ennegreció los frescos. Fueron restaurados en 1988, volviéndose al color original.
Los frescos se distribuyen en dos niveles horizontales a lo largo de las dos paredes de la capilla (originalmente había también pinturas en los lunetos y en la bóveda, todas ellas obra de Masolino). Se sigue el esquema característico de la pintura florentina al fresco, consistente en ordenar las composiciones como si fuesen cuadros colocados en el muro, y, para destacar esta idea, cada escena  está enmarcada por pilares clásicos y capiteles corintios pintados.

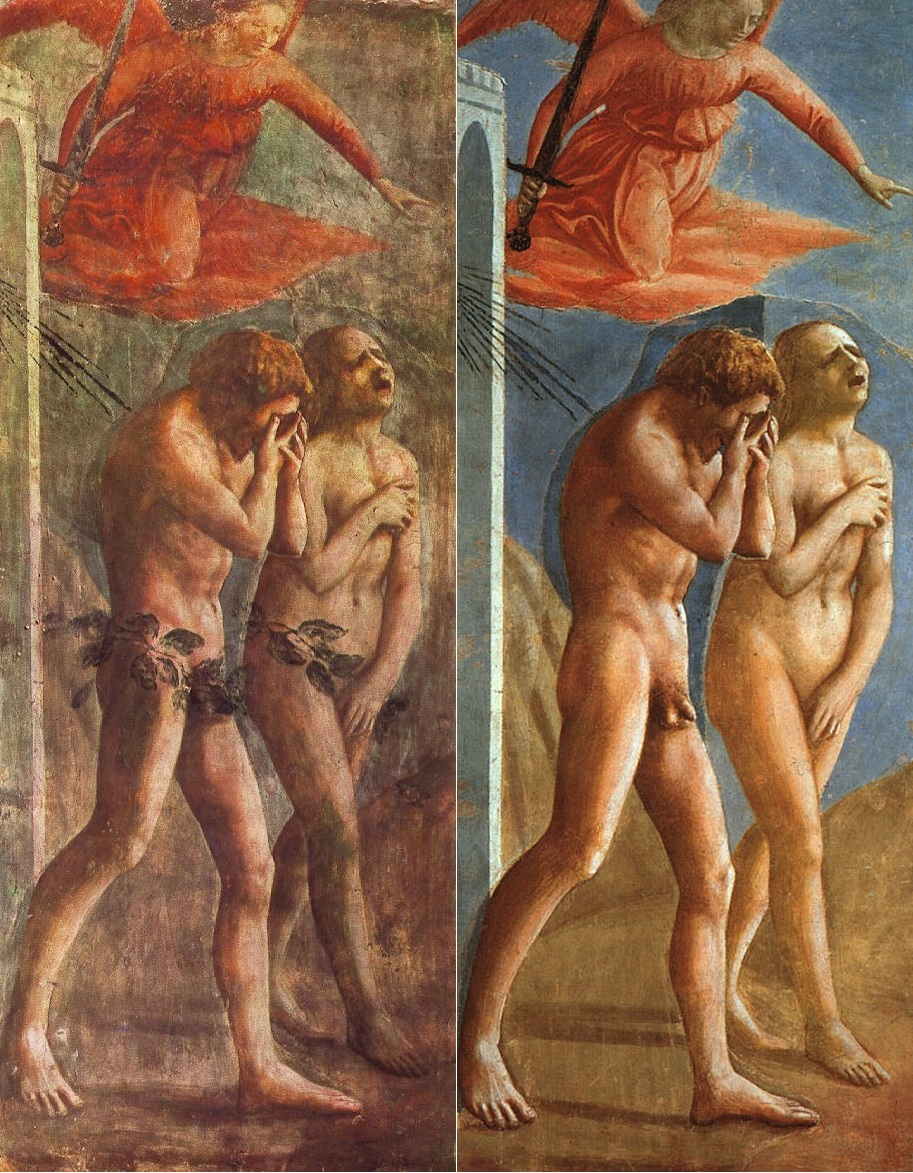
La expulsión de Adán y Eva del paraíso terrenal, antes y después de la restauración.

El tema principal de los frescos es la historia de la vida de San Pedro, patrón de los marineros y comerciantes del mar, y hay también algunas referencias al Génesis, concretamente a la historia de Adán y Eva. El programa iconográfico se ha interpretado en relación con la personalidad del comitente: Felice Brancacci había sido uno de los primeros cónsules del mar de Florencia en 1421, y entre 1422 y 1423 fue embajador en El Cairo.

#### Programa iconográfico
1. Cuerpo superior:
- La expulsión de Adán y Eva del paraíso terrenal (Masaccio)
- El tributo (Masaccio)
- Predicación de San Pedro (Masolino)
- Bautismo de los neófitos (Masaccio)
- Resurrección de Tabita (Masolino, con intervenciones de Masaccio)
- Adán y Eva en el paraíso terrenal (Masolino)

2. Cuerpo inferior:
- San Pedro en la cárcel visitado por San Pablo (Filippino Lippi)
- La resurrección del hijo de Teófilo y San Pedro en la cátedra (Masaccio)
- San Pedro cura a los enfermos con su sombra (Masaccio)
- La distribución de los bienes y la muerte de Ananías (Masaccio)
- Disputa de San Pedro con Simón Mago y muerte de San Pedro (Filippino Lippi)
- San Pedro liberado de la cárcel (Filippino Lippi)

Las fuentes son los Hechos de los Apóstoles, para las pinturas relacionadas con San Pedro, los Evangelios, para el fresco de El tributo, y el Génesis, para las dos escenas de Adán y Eva.  
En el muro lateral izquierdo se encuentran cuatro escenas compuestas por Masaccio: dos en la parte superior, La expulsión de Adán y Eva del paraíso terrenal, El tributo; y dos en la inferior,
La resurrección del hijo de Teófilo y San Pedro en la cátedra, y San Pedro cura a los enfermos con su sombra. Junto a estas obras de Masaccio se encuentran otras de Masolino, y algunas posteriores de Filippino Lippi.
En el muro lateral derecho se encuentran, en la parte superior, El bautismo de los néofitos; y en la inferior La distribución de los bienes y la muerte de Ananías. Además, se cree que son también obra de Masaccio los edificios que aparecen al fondo del fresco de Masolino sobre la Resurrección de Tabita.

#### Análisis estilístico
- La expulsión de Adán y Eva del paraíso terrenal: se compara frecuentemente esta pintura con la de Adán y Eva en el paraíso terrenal, realizada por Masolino en la pared de enfrente. Mientras que la obra de Masolino pertenece todavía al gótico, en la de Masaccio está ya presente el Renacimiento. El tratamiento del desnudo remite a modelos de la Antigüedad (para Adán, se ha pensado que Masaccio pudo haberse inspirado en estatuas de Marsias o de Laoconte; para Eva, alguna de las venus púdicas romanas). El patetismo de la escena se acentúa con el grito doloroso de Eva y el vientre contraído de Adán, que toma aire.
- El tributo: se describe la escena narrada en un pasaje del Evangelio de Mateo (Mateo 17:24-27: al ser solicitado a Jesús y sus discípulos en Cafarnaúm el pago del tributo para el templo, este ordena a Pedro que pesque un pez, en el cual encontrará la moneda del tributo.

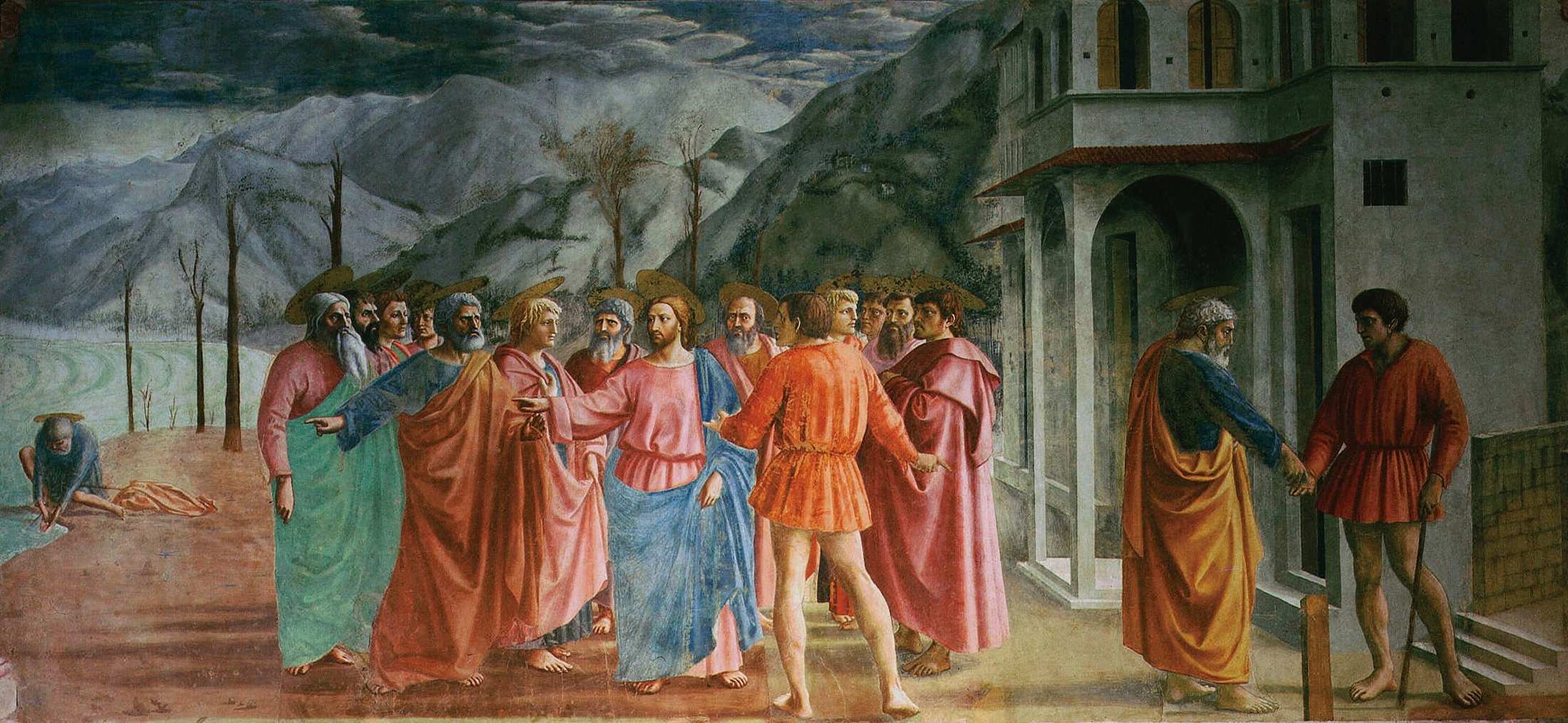
El tributo.

Masaccio representa en un solo espacio tres acontecimientos sucesivos. La escena se divide en tres partes: en el centro del fresco el cobrador, de espaldas, con túnica roja, solicita el pago del impuesto, y Jesús ordena a Pedro, con un gesto que el apóstol repite, lo que ha de hacer; a la izquierda de esta escena (no aparece en la imagen) aparece Pedro, esforzándose en sacar la moneda del pez que acaba de pescar; a la derecha, finalmente, Pedro paga el tributo al cobrador ante un edificio en perspectiva. Se ha relacionado esta escena con los nuevos intereses marítimos de Florencia (no hay que olvidar que el comitente de la obra, Felice Brancacci, había sido cónsul del mar): la idea que se sugiere, entonces, es la del mar como fuente de ingresos para la República. Algunos autores han señalado intervenciones de Masolino en esta pintura. Argan sugiere otra interpretación del tema: «Masaccio es demasiado culto y demasiado humanista como para no entender el significado profundo del tema: sólo a Pedro, como jefe de la Iglesia, corresponderá tratar con el mundo, con los poderes terrenales».
- El bautismo de los neófitos: el tema aquí procede de los Hechos de los Apóstoles, y concretamente de Hechos 2:41.

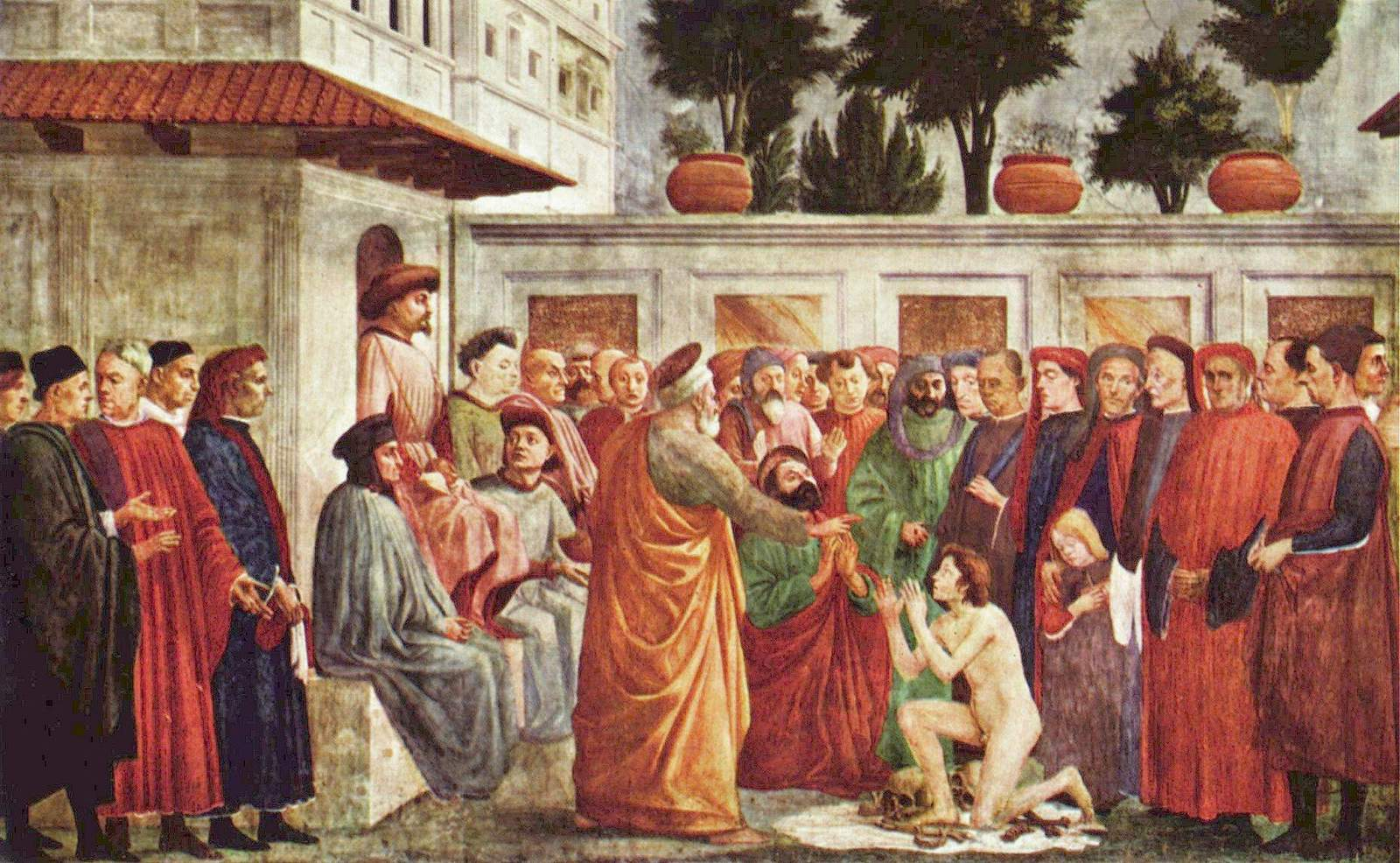
La resurrección del hijo de Teófilo (falta aquí el tercio derecho de la escena, en el que aparece San Pedro en la cátedra).

- La resurrección del hijo de Teófilo y San Pedro en la cátedra: la fuente de esta escena no se encuentra en el Nuevo Testamento, sino en la Leyenda dorada de Jacobo de la Vorágine: Téofilo, prefecto de Antioquía, aceptó liberar a San Pedro a condición de que resucitara a su hijo de catorce años. Tras el éxito del apóstol, Teófilo y numerosos habitantes de la ciudad se convirtieron al cristianismo. La resurrección del hijo de Teófilo (falta aquí el tercio derecho de la escena, en el que aparece San Pedro en la cátedra). Masaccio dejó inacabado este fresco, que fue completado por Filippino Lippi. Se cree que en él pueden encontrarse retratos de personajes de la época: en el grupo de la izquierda, el personaje vestido con hábito de carmelita es probablemente el cardenal Brenda Castiglione; Teófilo, sentado en el trono en forma de nicho, es un retrato de Gian Galeazzo Visconti, gran enemigo de Florencia; y Coluccio Salutati es la figura sentada a los pies de Teófilo, a la derecha.
- San Pedro cura a los enfermos con su sombra: se cree que en esta escena hay también retratos de personajes de la época. El personaje a la derecha de San Pedro, con capucha roja, es seguramente Masolino, en tanto que la figura de San Juan, a la izquierda de San Pedro, es considerada un autorretrato del propio Masaccio (según otros sería su hermano Giovanni, llamado «el Scheggia»). El hombre curado milagrosamente (en pie y con las manos juntas) es tal vez un retrato de Donatello.

- La distribución de los bienes y la muerte de Ananías ilustra un episodio de los Hechos (Hechos 5:1-11) acerca del castigo de Ananías, quien trató de engañar a la comunidad de los primeros cristianos, y cayó fulminado por Dios. Esta escena está estrechamente relacionada con la anterior.

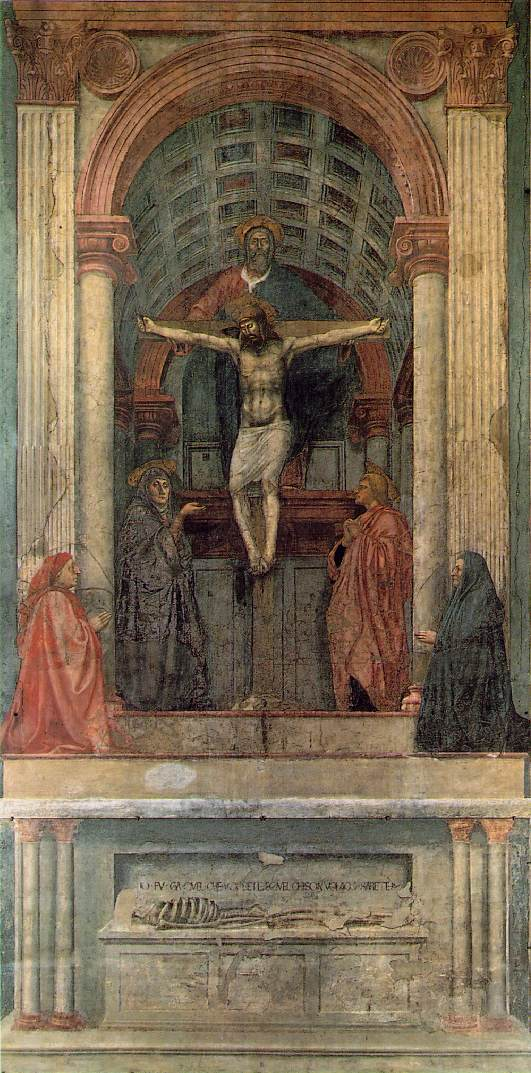
La Trinidad. Pintura al fresco. Iglesia de Santa Maria Novella.

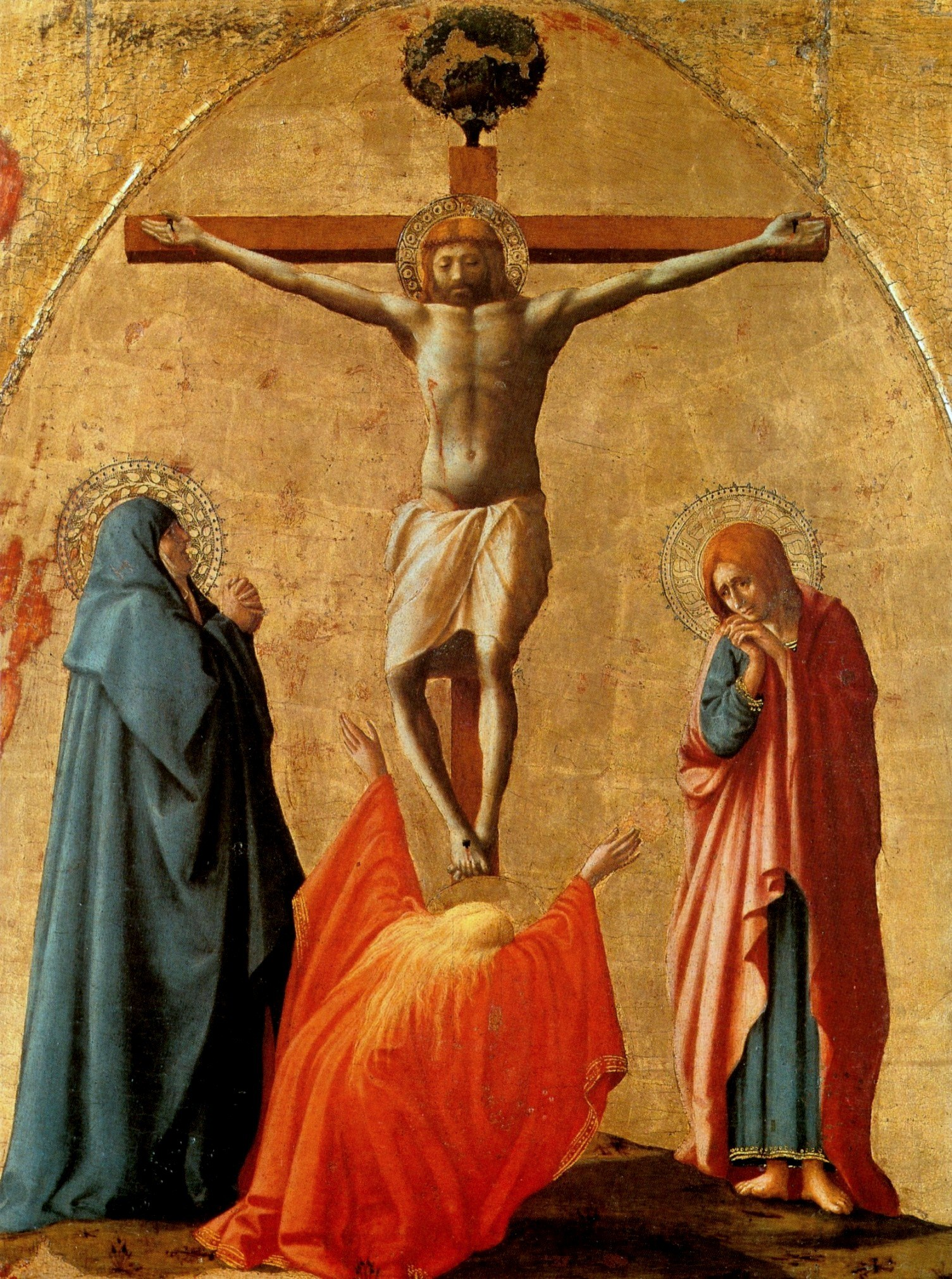
Crucifixión, 1426. Temple sobre tabla.

### LaTrinidad
Entre 1426 y 1428 Masaccio realizó el fresco de la Trinidad en uno de los muros laterales de la iglesia florentina de Santa María Novella. En este mural se hace uso por primera vez de la teoría de la perspectiva. La pintura representa el dogma de la Trinidad, en el marco de una capilla inspirada en los arcos de triunfo romanos, con una bóveda de medio cañón dividida en casetones y sostenida por columnas jónicas, flanqueadas a su vez por pilastras que sostienen un entablamento. En el centro se encuentra Cristo crucificado, sostenido por Dios Padre —única figura que escapa a las leyes de la perspectiva, en tanto que ser incomensurable—; bajo la cruz se encuentran la Virgen María y San Juan Evangelista. Más abajo están los dos comitentes, identificados recientemente como Berto di Bartolomeo del Banderaio y su esposa Sandra, quienes asisten arrodillados a la escena sacra. Por debajo de ellos, y funcionando como base de la composición, hay un altar de mármol bajo el cual se ve un esqueleto yacente al que acompaña la inscripción: «Ya fui antes lo que vosotros sois; y lo que soy ahora lo seréis vosotros mañana» («Io fu già quel che voi sete: e quel chi son voi ancor sarete»).
La pintura puede leerse en sentido vertical ascendente, como la ascensión hacia la salvación eterna, desde el esqueleto (símbolo de la muerte) hasta la vida eterna (Dios Padre), pasando por la oración (los donantes), la intercesión de los santos (San Juan y la Virgen), y la redención (Cristo crucificado). El uso que hace Masaccio de la perspectiva hace que la composición sea un auténtico trompe l'oeil o trampantojo que hace parecer que el muro está efectivamente perforado.

### Políptico de Pisa
El 19 de febrero de 1426 inicia Masaccio el políptico para la capilla del notario ser Giuliano di Colino degli Scarsi da San Giusto en la iglesia de Santa María del Carmine, en Pisa. El políptico constaba de 19 tablas. Junto a rasgos arcaicos, como el uso del fondo de oro, la principal novedad era que todos los paneles tenían un único punto de fuga, de modo que la composición resultase unitaria. En el siglo XVIII, el políptico fue desmembrado: las 11 piezas que han sido recuperadas se conservan actualmente en 5 museos distintos. Las más importantes son las siguientes:
- Virgen en trono con el Niño y cuatro ángeles, (Londres, National Gallery).

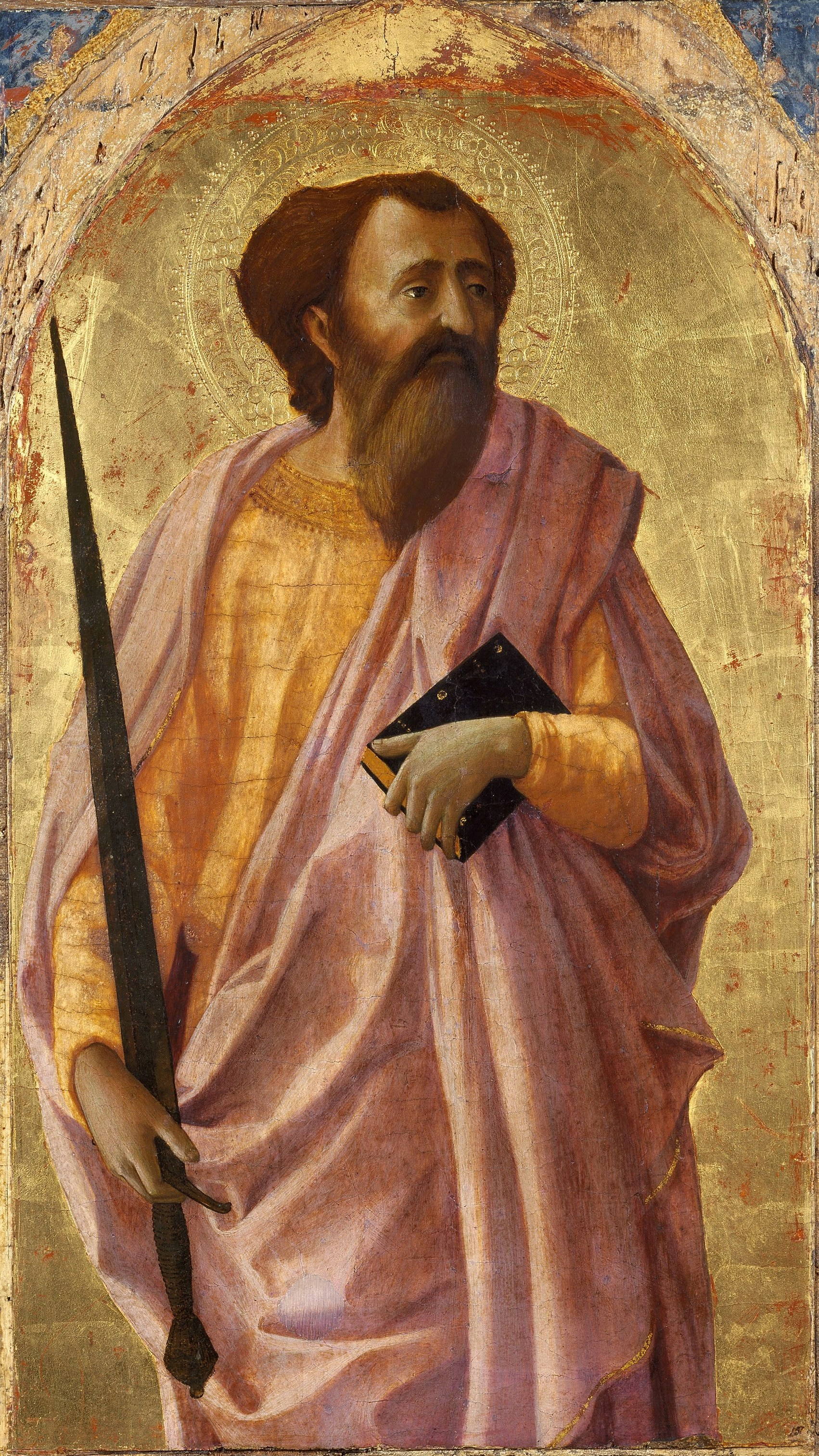
San Paolo, 1426. Temple sobre tabla

- San Paolo, 1426. Temple sobre tablaCrucifixión (Museo de Capodimonte de Nápoles): esta tabla ocupaba la parte superior central del políptico, por encima de la Virgen en trono. Representa la escena de la crucifixión de Jesús, tal y como es referida en el Evangelio de Juan (Juan 19:26-27, con la Virgen a la derecha de Cristo y San Juan a su izquierda. La figura suplicante a los pies de la Cruz representa a María Magdalena, y varios autores creen que fue añadida posteriormente. Presenta todavía rasgos arcaicos, relacionados con el gótico internacional, como el fondo de oro. Como la tabla estaba destinada a ocupar un lugar muy elevado como remate central del retablo, la figura de Cristo fue pintada de forma que se corrigiesen las alteraciones ópticas que se producirían al quedar la obra tan alta en relación con el espectador.
- San Pablo (Museo Nacional de Pisa)
- La Adoración de los Reyes Magos (Berlín, Staalitche Museen): es la tabla central de la predela del Políptico, y la única en que no se utiliza el fondo de oro. Vasari comentó sobre esta obra: «en esta parte hay algunos caballos, tomados del natural, tan bellos que no puede pedirse más, y los hombres de la corte de los tres Reyes están vestidos con diversos atuendos que se usaban en aquellos tiempos». La crítica actual ha destacado que el centro de atención del cuadro se desplaza de la escena sacra al cortejo profano. Según algunos autores, el palafrenero que asoma entre los hocicos de dos caballos puede ser un autorretrato del pintor.

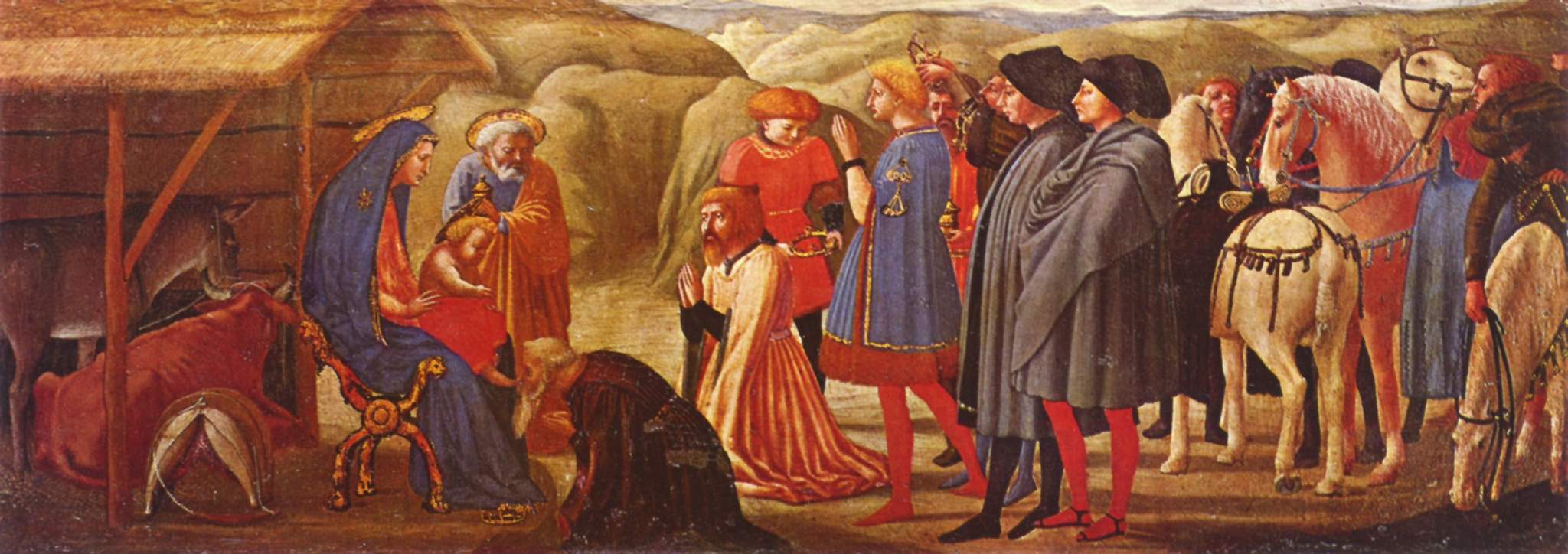
La Adoración de los Reyes Magos (1426). Temple sobre tabla.

### Otras obras
Una de las primeras obras conocidas es Virgen con el Niño y Santa Ana, en la Galería de los Uffizi de Florencia, que pintó con Masolino hacia 1423–1424. A la actividad de Masaccio en Roma corresponde muy probablemente una tabla que forma parte de un tríptico pintado para la basílica de Santa María la Mayor (los otros dos paneles, según opinión de la crítica actual, serían obra de Masolino). La tabla representa a San Jerónimo y San Juan Bautista y hoy se conserva en la National Gallery.
Existe, además, una Crucifixión, generalmente atribuida a Masolino, pintada al fresco en la pared de fondo de la capilla de Santa Catalina de la basílica de San Clemente: algunos autores han creído ver en esta obra la mano de Masaccio, aunque no hay acuerdo sobre este asunto.